# Liste des peintres exposés aux Offices
La liste des peintres exposés aux Offices recense les artistes et leurs œuvres exposées à la galerie des Offices de Florence.
Cette liste ne différencie pas les œuvres exposées dans la galerie de celles du corridor de Vasari (1 000 autoportraits).
- Haut – A
- B
- C
- D
- E
- F
- G
- H
- I
- J
- K
- L
- M
- N
- O
- P
- Q
- R
- S
- T
- U
- V
- W
- X
- Y
- Z

## Les artistes

### A
- Mariotto Albertinelli - Visitation (1503)
- Alessandro Allori
  - Le Sacrifice d'Isaac - huile (1601)
  - Saint Pierre marchant sur les eaux
  - Pietà
  - Portrait de Bianca Cappello (fresque détachée)
  - Portrait de Ludovico Capponi
  - Vénus et l'Amour
  - Hercule et les Muses
- Albrecht Altdorfer
  - Les Adieux de Saint Florian (ou Saint Florian, en habit de pèlerin, prend congé de ses parents)
  - Le Martyre de saint Florian

- Giuseppe Amisani
  - Autoritratto (1930)
  - Katia (1918)
  - Caterina (1920)

- Andrea del Castagno
  - Madone de Casa Pazzi
  - Portrait du condottiere Pippo Spano, fresque transférée sur bois (1450)
  - Portrait en pied de Niccolò Acciauoli
  - Neuf des Hommes et femmes illustres - fresques détachées et transférées sur panneaux de bois de 2,5 m × 1,55 cm.
- Fra Angelico
  - Le Couronnement de la Vierge, tempera sur bois (1434-1435)
  - Thébaïde
  - Madone
- Antonello de Messine
  - Madonna col Bambino e angeli reggicorona
  - Polyptyque des Docteurs de l'Église
  - San Giovanni Evangelista
- Alessandro Araldi
  - Portrait de Barbara Pallavicino

### B
- Bacchiacca
  - Portrait du cardinal Léopold de Médicis, huile sur bois (1540-1545)
  - Déposition de Croix
  - Christ devant Caïphe
  - Histoire de Sant'Acacio
- Alesso Baldovinetti
  - Annonciation faite à Marie, bois (1457)
  - La Vierge à l'Enfant, entourée de saints (1454)
- Hans Baldung - 2 peintures : Adam et Ève, huile sur panneau, 1520
- Federico Barocci
  - Vierge du Peuple, bois (1579)
  - Autoportrait
  - Portrait de jeune fille
  - Annonciation
  - Le Christ et Marie-Madeleine
  - Saint François recevant les stigmates
  - Portrait de Francesco Maria II della Rovere
  - Portrait d'Hippolyte della Rovere
  - Madone aux martinets
- Fra Bartolomeo
  - L'Apparition de la Vierge à saint Bernard (1504-07)
  - Adorazione del Bambino
  - Presentazione al tempio (recto), Arcangelo Gabriele, Vergine Annunciata (verso)
- Domenico Beccafumi
  - Autoportrait, tempera, papier sur bois (1525-1530)
  - Sainte Famille et saint Jean
- Giovanni Bellini
  - Allégorie sacrée (ou Allégorie chrétienne), bois (1490)
  - Complainte du Christ
  - Portrait d'homme (entre 1490 et 1500)
- Iacopo Bellini
  - Vierge à l'Enfant (v. 1450)
- Alonso González de Berruguete
  - Salomé, huile sur bois (1512-1517)
  - Madone
- Hendrick met de Bles - Das Kupferbergwerk, huile sur bois (milieu du XVIe siècle)
- Andrea Boscoli
  - Naissance de la Vierge, huile sur toile de lin (env. 1600)
  - Pyrame et Thisbé
  - Saint Sébastien
  - Noces de Cana
- Sandro Botticelli
  - La Vierge et l'Enfant dans une gloire de séraphins, tempera sur bois (1470)
  - La Vierge de la loggia (1467)
  - Retable de Saint Ambroise (1470)
  - La Découverte du cadavre d'Holopherne, tempera sur bois (1472-1473)
  - Le Retour de Judith à Béthulie, tempera sur bois (1472-1473)
  - La Calomnie d'Apelle, tempera sur bois (1495)
  - Pallas et le Centaure, tempera sur toile de lin (1482-1483)
  - La Force, tempera sur bois (1470)
  - Le Printemps, tempera sur bois (1485-1487)
  - La Naissance de Vénus, tempera sur toile de lin (1482-1483)
  - Saint Augustin dans son cabinet de travail, tempera sur bois (1495)
  - La Madone du Magnificat, tempera sur bois (1483-1485)
  - Portrait d'homme avec médaille de Cosme l'Ancien, tempera sur bois (1474)
  - L'Annonciation du Cestello, tempera sur bois (1489-1490)
  - La Vierge à la Roseraie (Madonna de Roseto ; 1469-70)
  - La Vierge à la Grenade (Madonna della melagrana; 1487)
  - Retable de San Marco ou Couronnement de la Vierge et la prédelle de La vie des saints (1488-92)
  - L'Adoration des mages, tempera sur bois (1475)
  - L'Annonciation de San Martino alla Scala (1481)
  - Retable de San Barnaba et la prédelle de La vie des saints (1487)
  - L'Adoration des mages (1500)
- Francesco Botticini - Les Trois Archanges avec Tobie
- François Boucher
- Angelo Bronzino
  - Annonciation
  - Sainte Famille avec saint Jean baptiste enfant, huile sur bois (1540)
  - Déposition du Christ
  - Pietà, huile sur bois (1528-1530)
  - Portrait de Cosme Ier de Médicis, tempera sur bois (1545)
  - Portrait de Bia de Médicis, fille de Cosme Ier, tempera sur bois (1542)
  - Portrait d'Éléonore de Tolède et de son fils, huile sur bois (1545)
  - Portrait de Jean de Médicis enfant, tempera sur bois (1545)
  - Portrait de Lucrezia Panciatichi, huile sur bois (1540)
  - Portrait de Bartolomeo Panciatichi, huile sur bois (1540)
  - Portrait de François Ier de Médicis
  - Portrait de Marie de Médicis (1550)
  - Portrait d'un jeune homme au luth, tempera sur bois (1530-1532)
  - Portrait d'une jeune fille au livre, tempera sur bois (1545)
  - Pygmalion et Galatée (1530)
  - Allégorie de la Félicité (1567)
- Jan Brueghel l'Ancien
  - Le Grand Calvaire (1604)
  - Paysage avec gué (1607)
- Giuliano Bugiardini - Portrait de Femme (1510)

### C
- Canaletto
  - Paysage dans la lagune avec une maison et un campanile, huile sur toile de lin (1737-1741)
  - Paysage de lagune avec une tombe
  - Vue du Grand Canal, huile sur toile de lin (1730-1750)
  - Le palais des Doges et la place Saint Marc (v. 1755)
- Vittore Carpaccio - Hallebardiers et Vieillards (1490-1493)
- Annibale Carracci
  - La Bacchante, ou Vénus, satyre et cupidons (1587-88)
  - Salomé et la tête de Baptiste, huile sur toile de lin (1590)
- Le Caravage
  - Bacchus, huile sur toile de lin (1593-1594)
  - Le Sacrifice d'Isaac, huile sur toile de lin (1603)
  - Tête de Méduse, huile sur cuir marouflé sur bois de peuplier (1598-1599)
- Jean Siméon Chardin
  - La Fillette au volant, huile sur toile de lin (1741)
  - Le Château de cartes (1740)
- Jacopo Chimenti
  - Le sacrifice d'Isaac (1590)
  - L'ivresse de Noé
  - Le martyre de sainte Barbara
  - Vierge
- Cimabue - Maestà (ou Madone de la Sainte Trinité) trônant entouré de huit anges et de quatre prophètes, tempera sur bois (1285-1286)
- Cima da Conegliano - Vierge à l'Enfant (v. 1504)
- François Clouet
  - Portrait équestre de François Ier
  - Portrait d'Henri II
- Corneille de Lyon : Charles d'Angoulême (1536)
- Camille Corot : Autoportrait (1834)
- Le Corrège
  - La Vierge à l'Enfant avec deux anges et des chérubins, (1518-1520), huile sur bois, 20 × 16,3 cm
  - La Vierge adorant l'Enfant (v. 1520), huile sur bois, 81 × 77 cm
  - Repos pendant la Fuite en Egypte avec saint François (1516-1517), huile sur toile, 123,5 × 106,5 cm[1]
  - Adoration des mages - Madone en gloire
- Piero di Cosimo
  - Persée délivrant Andromède, huile sur bois (~1515)
  - L'Incarnation du Christ (pour ses multiples scènes liées à l'incarnation du Christ), huile sur bois (1505)
- Lucas Cranach l'Ancien
  - Autoportrait, huile sur bois (1550)
  - Portrait féminin (1530)
  - Adam et Ève, huile sur bois (1528)
  - Portrait de Luther et de Mélanchthon (1543)
  - Portrait de Luther et de Catherine de Bore (1529)
  - Portraits de Jean Ier et Frédéric III de Saxe (1533)
  - Vierge à l'Enfant avec le jeune Jean-Baptiste (1514)
  - Saint Georges
- Lorenzo di Credi
  - Annonciation (v. 1480-85)
  - Vénus (1490)
  - Adoration des Bergers (v. 1499)
- Giuseppe Maria Crespi
  - La Puce (1709)
  - Portrait du peintre Giovanni Sorbi
  - Amour et Psyché

### D
- Bernardo Daddi
  - La Vierge et l'enfant, avec saint Matthieu et saint Nicolas de Bari, datée de 1328, autrefois au couvent d'Ognissanti[2]
  - Polyptyque de saint Pancrace, huile sur bois (1340-1345)
  - Polyptyque de Santa Reparata
- Andrea del Sarto
  - La Madone des Harpies, bois (1517)
  - Jacob et ses deux filles
  - Portrait d'une jeune femme (ou "La Dame lisant Pétrarque" ;v. 1528)
  - Femme avec un panier de fuseaux
  - Saints
  - La Cène (étude)
- Gerard David - L'Adoration des Mages
- Jacques Louis David - Autoportrait aux trois collets (1791)
- Eugène Delacroix - Autoportrait, toile de lin (1860)
- Dosso Dossi
  - Repos pendant la fuite en Égypte (1515-16)
  - Apparition de la Vierge à l'Enfant aux saints Jean le Baptiste et l'Évangéliste (1520)
  - Portrait d'un guerrier (vers 1530)
  - Allégorie d'Hercule ou Sorcellerie (1542)
- Duccio di Buoninsegna - Madone Rucellai, tempera sur bois (1285)
- Albrecht Dürer
  - L'Adoration des mages, huile sur bois (1504)
  - L'Apôtre Jacques, toile de lin (1516)
  - L'Apôtre Philippe, toile de lin (1516)
  - La Vierge à la poire, bois (1526)
  - Portrait d'Albrecht Dürer l'Ancien, père de l'artiste, bois (1490)
  - Adam
  - Ève
  - La Mélancolie

### F
- Ecole de Fontainebleau - Femmes au bain
- Vincenzo Foppa - Vierge à l'Enfant avec un ange (1480)
- Nicolas Froment - Polyptyque, avec : Résurrection de Lazare, Marthe devant le Christ, Portrait du donateur; Marie Madeleine embaumant les pieds du Christ; Vierge à l'Enfant ; bois (1461)

### G
- Gentile da Fabriano
  - Pala Strozzi (L'Adoration des mages), bois (1423)
  - Saints, Polyptyque Quaratesi
- Artemisia Gentileschi
  - Sainte Catherine d'Alexandrie (1618-1619)
  - Judith décapitant Holopherne (vers 1620-1621)
  - Minerve (vers 1635-1639)
- Domenico Ghirlandaio
  - Adoration des mages, tempera sur bois (1488)
  - Madone
  - Sacra conversazione degli Ingesuati (1484)
  - Pietà et histoires des saints, prédelle
- Ridolfo del Ghirlandaio
  - Portrait d'un jeune homme
  - Portrait d'une jeune fille (la monaca)
  - Saint Zénobie ressuscitant un enfant et translations de ses reliques
- Giovanni da Milano : Polittico di Ognissanti
- Giorgione
  - L'Épreuve du feu de Moïse, bois (1505)
  - Le Jugement de Salomon (v. 1508)
  - Portrait de guerrier avec son page (autrefois : Il Gattamelata) (attribué ; v. 1505-10)
- Giottino - Pietà, tempera sur bois (v. 1360)
- Giotto di Bondone
  - Maestà ou Vierge d'Ognissanti, tempera sur bois (~1310)
  - Polyptyque de la Badia, tempera sur bois (~1310)
- Francisco de Goya
  - Maria Teresa de Vallabriga à cheval (1783)
  - La Comtesse de Chinchon (1797)
- Le Greco
- Vittore Grubicy de Dragon
  - Matin délicat
- Francesco Guardi
  - Caprice avec ponts sur un canal
  - Caprice avec arches et ponton
- Hugo van der Goes - Triptyque Portinari, une Adoration des mages, des pasteurs et des saints, bois (1476-1478)
- Francesco Granacci
  - Joseph présente son père et ses frères à Pharaon
  - Joseph conduit en prison
- Le Guerchin : Concert champêtre (1617)

### H
- Francesco Hayez - Autoportrait, huile sur toile de lin (1860)
- Hans Holbein
  - Portrait de Sir Richard Southwell, tempera sur bois (1536)
  - Autoportrait (1542)
  - Portrait de Tommaso Moro

- Gerrit van Honthorst - Adoration de l'Enfant (1619)
- Jan van Huysum - Vase de fleurs

### I
- Jean Auguste Dominique Ingres : Autoportrait (1858)

### K
- Angelica Kauffmann : Autoportrait

### L
- Lavinia Fontana
  - Autoportrait dans l'atelier
  - Noli me tangere
- Léonard de Vinci
  - L'Adoration des mages, bois (1481-1482)
  - L'Annonciation faite à Marie, bois (1472-1475)
- Filippino Lippi (1457-1504)
  - L'Adoration de l'Enfant, 1480
  - Portrait d'un vieil Homme, 1485, fresque transférée
  - Autoportrait, v. 1485, Fresque transférée
  - Madone et les saints (Madonna degli Otto), 1489-1491
  - Saint Jérôme pénitent, 1490
  - L'Adoration des Mages, 1496
  - Allégorie des Offices, 1498
- Fra Filippo Lippi
  - Trois scènes de la prédelle du Retable Barbadori, 1437, un des polyptyques italiens dispersés (panneau central au Louvre) :
    - San Frediano détourne le cours du Serchio,
    - L'Annonce à la Vierge de sa mort prochaine
    - Saint Augustin dans sa cellule.

  - Le Couronnement de la Vierge (Incoronazione Maringhi), bois (1441-1447)
  - Annonciation, saint Jean baptiste, saint Antoine Abate
  - Madone et les saints François, Damien, Cosme et Antoine de Padoue (Retable du noviciat), 1442-1450. La prédelle, réalisée par Francesco di Stefano Pesellino est dispersée aujourd'hui au Louvre et aux Offices.
  - Adoration de l'Enfant avec saint Joseph, saint Jérôme, sainte Marie-Madeleine et saint Hilarion, 1455, détrempe sur bois 137 x 134 cm
- Adoration Camaldoli, vers 1463
  - Adoration avec un saint, 1465
  - Vierge à l'Enfant et deux anges dit La Lippina, 1457-1465, détrempe sur bois, 95 x 62 cm
- Ambrogio Lorenzetti
  - Présentation au Temple, bois (1342)
  - Madone, bois (1325-1350)
  - Madone et les saints, polyptyque de San Procolo
  - Vie de saint Nicolas
- Pietro Lorenzetti
  - Béate Humilité, bois (1341)
  - Vierge à l'Enfant (1340)
- Claude Lorrain - Port de mer avec villa Médicis, huile sur toile de lin (1638)
- Lorenzo Lotto
  - Suzanne et les vieillards (1517)
  - Portrait d'un adolescent
  - Vierge à l'Enfant avec des saints
- Bernardino Luini
  - Salomé avec la tête de saint Jean-Baptiste

### M
- Maestro della Croce 432 : Crucifix no 432
- Maestro della Croce 434 : Crucifix no 434
- Lucchesischer Maler - Crucifix, bois (1250)
- Hans Maler - Portrait de Ferdinand de Castille, Archiduc d'Autriche (1525)
- Andrea Mantegna
  - Triptyque des Offices : l'Adoration des mages, la Circoncision de Jésus, L'Ascension, tempera sur bois (1461)
  - La Madone de la carrière, tempera sur bois (1489)
  - Portrait de Charles de Médicis, tempera sur bois (1466)
- Simone Martini et Lippo Memmi - Annonciation entre les saints Ansan et Marguerite, tempera sur bois (1333)
- Masaccio et Masolino da Panicale :
  - Madone, sainte Anne et les anges, bois (1425)
  - Madone au recto et Armoiries du cardinal Antonio Casini au verso
  - Sant'Anna Metterza, tempera sur bois (1424-1425)
- Masolino da Panicale : Vierge de l'humilité (1430-1435)
- Ludovico Mazzolino (1479-1528)
  - Adoration des bergers (1510-1515)
  - Vierge à l'Enfant et des saints (1522-1523)[3]
  - Circoncision
  - Massacre des Innocents (v. 1528)
- Francesco Melzi
  - Léda et le Cygne (v. 1507)
- Hans Memling
  - L'Homme à la lettre (1480)
  - Triptyque Pagagnotti (vers 1480)
  - Portrait d'homme dans un paysage (1480-1490)
  - Vierge à l'Enfant en compagnie d'anges musiciens (1480)
  - Portrait de Benedetto Portinari (1487), partie du Triptyque Portinari
  - Saint Benoît (1487), partie du Triptyque Portinari
  - Portrait de Folco Portinari (v. 1490)
- Michel-Ange - La Sainte Famille à la tribune ou Tondo Doni, huile sur bois (1504-1505)
- Lorenzo Monaco
  - Madonna col Bambino in trono fra i santi Giovanni Battista, Lucia, Antonio Abate, Pietro, Giuliano e Caterina (1395-1400)
  - San Moisè, san Giovanni Battista, san Pietro, san Paolo (1395) avec le « Maestro della predella Sherman »
  - Madonna del latte con santi e angeli, Annunciazione, Crocifissione con dolenti, santi, (1390), 1425 –1430
  - Croce sagomata e dipinta (1400-1410)[Note 1]
  - Triptyque de l'Annonciation (1410)
  - Le Couronnement de la Vierge (1414)
  - Redentore benedicente (1410-1415)
  - L'Adoration des Mages (1420)
  - Crocifissione, Vergine dolente, San Giovanni Evangelista (1405-1410)
  - Polittico della Madonna in trono e santi (1410)
  - Madonna col Bambino e santi (1408)
  - Santa Caterina d'Alessandria, san Caio Papa (1390-1400)
  - Cristo in Pietà con i simboli della Passione (1404)
  - Orazione nell'orto (1395-1400)

- Giovanni Battista Moroni
  - Portrait du chevalier Pietro Secco Suardo (1563)
  - Portrait du poète Giovanni Antonio Pantera
  - Portrait d'un savant

### N
- Jean Marc Nattier : 1 peinture
- Neroccio di Bartolomeo de' Landi: Storie di san Benedetto (c. 1473-1475)

### O
- Andrea Orcagna : Saint Matthieu (1368)

### P
- Palma le Vieux
  - Judith tenant la tête d'Holopherne (1526)
  - Sainte Famille avec les saints Jean et Marie Madeleine (vers 1508-1512)
  - La Résurrection de Lazare (1514)
- Marco Palmezzano - Crocifissione
- Parmigianino
  - La Vierge au long cou, huile sur bois (1534-1540)
  - Madone de Saint Zacharie, huile sur bois (1530)
  - Portrait d'homme (1530-31)
- Perin del Vaga
  - Tarquin le Superbe fondant le temple de Jupiter capitolin, fresque détachée (1521)
  - La Justice de Zaleucos, fresque détachée (1521)
- Georg Pencz - Portrait d'un jeune homme de dix huit ans, huile sur bois (1544)
- Le Pérugin
  - L'Agonie dans le jardin
  - La Crucifixion
  - Retable de Vallombrosa, huile sur bois (1500)
  - Pietà, huile sur bois (1494-1495)
  - Portrait du moine Baldassarre Vallombrosano, huile sur bois (1499)
  - Portrait de Biagio Milanesi, huile sur bois (1499)
  - Portrait de Francesco delle Opere, huile sur bois (1494)
  - Portrait de Jeune Garçon
  - La Vierge à l'Enfant entre les saints Jean baptiste et Sébastien, huile sur bois (1493)
- Piero della Francesca - Diptyque du Triomphe de la chasteté : Portraits de Federico da Montefeltro et de sa femme Battista Sforza, huile sur bois (1472) au recto du diptyque
- Sebastiano del Piombo
  - La Mort d'Adonis (vers 1512)
  - Portrait d'une jeune femme (ou La Fornarina ; 1512)
- Antonio Pollaiuolo
  - Hercule et l'Hydre, tablette de bois de 17 × 12 cm (1475)
  - Hercule et Antée, tablette de bois de 16 × 9 cm (1475)
  - Saint Jacques, saint Vincent et saint Eustache, peinture sur bois
- Piero Pollaiuolo
  - Retable du cardinal du Portugal (1466)
  - Portrait de femme, bois (1470)
  - Portrait de Galeazzo Maria Sforza (1471)
  - 6 panneaux des Vertus catholiques : Charité, Foi, Justice, Prudence, Tempérance, Espérance (1470)
- Pontormo[4]
  - Portrait de Cosme l'Ancien, huile sur bois (1518-1519), 87 × 65 cm
  - Portrait d'un musicien, huile sur toile (1518-1519)
  - Saint Antoine abbé, huile sur bois (fin 1520), 47 × 41 cm
  - Adam et Ève chassés du paradis terrestre, (1520), 43 × 31 cm
  - La Vierge sur un trône avec l'Enfant et les saints Jérôme et François d'Assise, huile sur bois (1522), 73 × 61 cm
  - Le Souper à Emmaüs (1525), 230 × 173 cm. Exécuté pour les moines de la chartreuse de Galluzzo
  - Naissance de saint Jean-Baptiste, huile sur bois (1526), plateau d'accouchée
  - Vierge à l'Enfant avec le petit saint Jean, huile sur bois (1527-1528), 89 × 74 cm
  - Léda et le Cygne
  - Portrait de Maria Salviati, huile sur bois (1537)

- Nicolas Poussin - Thésée retrouve l'épée de son père
- Domenico Puligo - Portrait de Pietro Carnesecchi

### R
- Raphaël (1506)
  - La Vierge au chardonneret (1506)
  - Saint Jean Baptiste
  - Portrait du pape Léon X avec les cardinaux Giulio de Médicis et Luigi de Rossi, huile sur bois (1518-1519)
  - Autoportrait (1506)
  - Portrait d'Elisabetta Gonzaga (1505-06)
  - Portrait de Guidobaldo Ier de Montefeltro
  - Portrait du Pérugin
  - Le Jeune Homme à la pomme
  - Portrait du pape Jules II
  - Études
- Rembrandt
  - Portrait d'un vieillard, huile sur toile de lin (1661)
  - Autoportrait jeune, huile sur bois (1634)
  - Autoportrait avec chaîne et pendentif (v. 1668)
  - Portrait d'un vieillard (ou Le rabbin)
- Guido Reni
- Autoportrait jeune, huile sur toile de lin (1635)
  - David et la tête de Goliath (v. 1605)
  - Extase de saint André Corsini (1629)
  - Vierge à l'Enfant avec sainte Lucie et Marie-Madeleine (Madone de la neige; v. 1623)
- Jose de Ribera - 1 peinture
- Joshua Reynolds - Autoportrait (1775)
- Sebastiano Ricci
  - Allégorie de la Toscane, huile sur toile de lin (1706)
  - Hercule et Cacus, huile sur toile de lin (1706)
- Stefano Ricci
  - Buste de Ferdinand III de Lorraine
  - Buste de Léopold II de Lorraine
- Rosso Fiorentino
  - Moïse défend les filles de Jethro, huile sur toile de lin (1523)
  - Madone au trône avec saint Jean baptiste, saint Antoine Abate, saint Étienne et saint Jérôme (1518)
  - Portrait d'un jeune homme en noir
  - Angelot jouant du luth (1521)
- Pierre Paul Rubens
  - L’Entrée triomphale d’Henri IV à Paris, huile sur toile de lin (1627-31)
  - Portrait d'Isabella Brandt (épouse du peintre), huile sur toile de lin (1625)
  - Judith et la tête d'Holopherne
  - Bacchus sur un tonneau
  - Autoportrait
- Jacob van Ruysdael - Paysage avec bergers et paysans

### S
- Francesco Salviati
  - Charité, huile sur bois (1554-1558)
  - Le Christ portant sa croix
  - Portrait de Francesco Salviati dè Rossi
- Luca Signorelli
  - Sainte Famille, bois (vers 1487-1488)
  - Vierge et l'Enfant, bois (XVIe siècle)
  - La Trinité, la Vierge à l'Enfant et deux saints (1510)
  - Crucifixion et Marie-Madeleine
  - Allégories de la Fécondité et de l'Abondance
- Simone dei Crocifissi - Nativité
- Francesco Solimena
  - Autoportrait en peintre, huile sur toile de lin (1715)

### T
- David Teniers le Jeune
  - Agriculteur caressant une vieille femme (ou les vieux amants)
- Giambattista Tiepolo
  - Renaud se regarde dans le bouclier d'Ubalde
  - Renaud abandonne Armide
  - L'érection de la statue d'un empereur
- Le Tintoret
  - Marie priant, huile sur toile de lin (XVIe siècle)
  - Adam et Ève chassés du Paradis terrestre
  - Le Christ et la Samaritaine au puits
  - La Samaritaine
  - Léda et le Cygne
  - Portrait d'un gentilhomme
  - Portrait de Jacopo Sansovino
  - Portrait d'un amiral vénitien
  - Portrait d'un homme à cape rouge
  - Portrait d'un homme viril
- Tiberio Titi
  - Portrait de Marie-Madeleine d'Autriche, épouse de Cosme II de Médicis
- Titien
  - La Vénus d'Urbin, huile sur toile de lin (1538)
  - Flore, huile sur toile de lin (1515)
  - Portrait d'un chevalier de Malte (1515)
  - L'Homme malade (1514)
  - Portrait d'Eleonora Gonzaga della Rovere, huile sur toile de lin (1538)
  - Portrait de Francesco Maria della Rovere, huile sur toile de lin (1536-1538)
  - Portrait du pape Sisto IV
  - Portrait de l'évêque Ludovico Beccadelli
  - Sainte Marguerite
  - Madone des roses
  - Christ ressuscité
- Cosmè Tura
  - Saint Dominique, huile sur bois (1475)

### U
- Paolo Uccello
  - Bernardino della Ciarda désarçonné, un panneau sur les trois de l'ensemble dispersé (La Bataille de San Romano) tempera sur bois (1456)
  - Sainte Monique

### V
- Antoine van Dyck
  - Portrait de Marguerite de Lorraine, duchesse d'Orléans, huile sur toile de lin (XVIIe siècle)
  - Charles V à cheval (v. 1620)
- Rogier van der Weyden
  - Lamentation du Christ ou Déploration du Christ, huile sur bois (1460-1463)
- Giorgio Vasari
  - Le Prophète Élisée, huile sur bois (1566)
  - La Forge de Vulcain, huile sur toile de lin (1540-1560)
  - Portrait d'Alexandre de Médicis
  - Portrait de Laurent le magnifique
  - Allégorie de l'Immaculée Conception
  - Portrait de Giorgio Vasari
  - Adoration des bergers
  - Artémise pleurant Mausole
- Diego Velasquez
  - Portrait équestre de Philippe IV
  - Autoportrait (1643)
- Domenico Veneziano
  - Madone et les saints (Retable de Santa Lucia dei Magnoli), tempera sur bois (1445)
- Paolo Veronese
  - Vénus et Mercure présentent à Jupiter Eros et Antéros
  - Sainte Famille avec Sainte Barbe
  - Martyre de Sainte Justine
  - L'Annonciation
- Andrea del Verrocchio
  - Le Baptême du Christ, huile sur bois (entre 1472 et 1475), achevé par Léonard de Vinci
- Elisabeth Vigée Lebrun - Autoportrait au chevalet (1791)
- Daniele da Volterra
  - Élie dans le désert, huile sur panneau (entre 1543 et 1547 ; acheté en 2018)
  - Vierge à l'Enfant, Saint Jean-Baptiste enfant et Sainte Barbara, huile sur panneau (1548 ; acheté en 2019)
  - Le Massacre des Innocents , huile sur panneau (1557).

### Z
- Federico Zuccaro
  - Marie-Madeleine, fresque (1560)
  - Autoportrait